# Enver Bukić
Enver Bukić (* 2. Dezember 1937 in Banja Luka, Vrbaska banovina; † 23. Februar 2017 in Ljubljana) war ein jugoslawischer, später  slowenischer Schachspieler.
Enver Bukić erhielt im Jahr 1964 von der FIDE den Titel Internationaler Meister verliehen, 1976 dann den Großmeistertitel. Seine höchste Elo-Zahl betrug 2500 im Jahre 1978.
Für Jugoslawien spielte er bei drei Mannschaftseuropameisterschaften: 1970 in Kapfenberg, 1973 in Bath und 1977 in Moskau. 1973 belegte Jugoslawien den zweiten Platz, 1977 den dritten, wobei Enver Bukić in Moskau eine individuelle Goldmedaille für sein Ergebnis am siebten Brett erhielt, noch vor Oleh Romanyschyn und László Vadász.

## Turniererfolge
- DSV-Turnier Zinnowitz 1967: 3. Platz
- Belgrad 1968: 1. Platz
- Boris Kostić Memorial Vršac 1975: 1. Platz
- Štip 1976: 1. Platz
- Uljma 1976: 1. Platz